# Elecciones generales de Dominica de 2019
Las elecciones generales en Dominica se realizaron el 6 de diciembre de 2019 para elegir a los 21 miembros de la Cámara de la Asamblea

## Sistema electoral

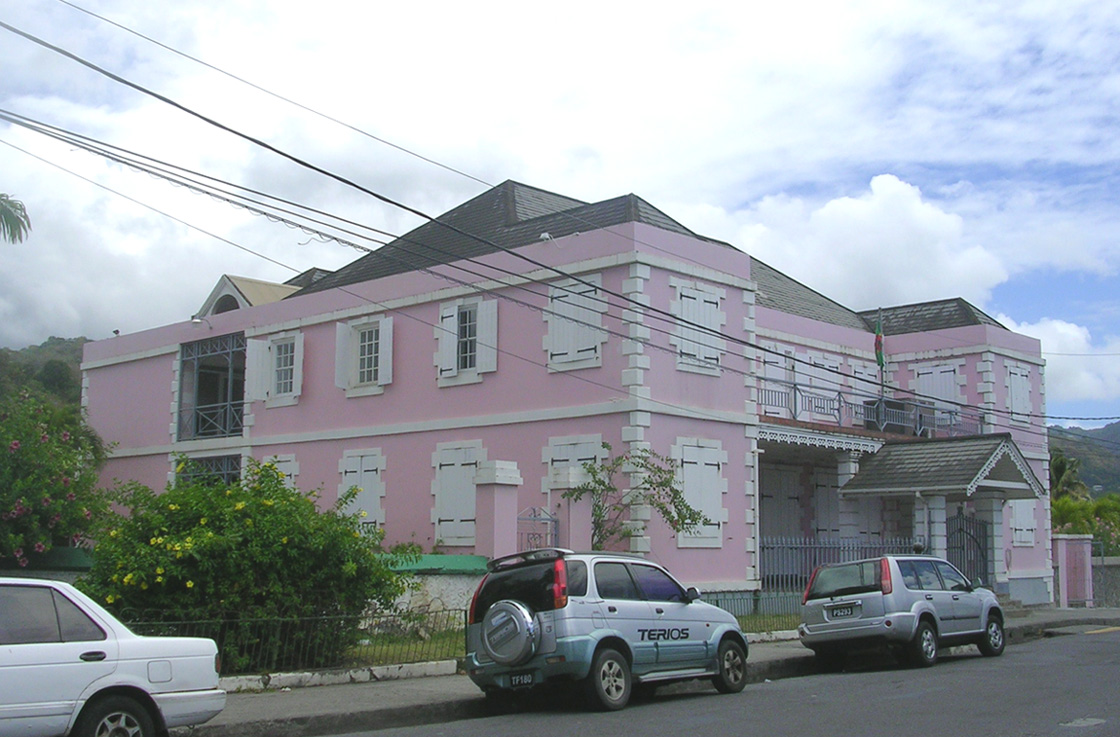
El edificio del parlamento de Dominicana, en Victoria Street en la ciudad de Roseau. Construido en 1811.

Los 21 miembros electos de la Asamblea son elegidos en circunscripciones de un solo miembro. Nueve miembros adicionales son electos por la Asamblea después de reunirse o nombrados por el presidente (cinco por el consejo del primer ministro y cuatro por el consejo del líder de la oposición). El método de su escogencia se vota por la Asamblea.

## Resultados
El resultado siguió a protestas disruptivas que incluyeron el bloqueo de carreteras por parte del Partido Unido de los Trabajadores, que exigió cambios en el sistema electoral. Tras los resultados, Skerrit dijo: "Llamo al UWP y sus partidarios a mantener su conducta y comportamiento de las últimas semanas, reconocer las elecciones y trabajar por la paz".
| Partido                            | Votos  | %     | Escaños | +/– |
| ---------------------------------- | ------ | ----- | ------- | --- |
| Partido Laborista de Dominica      | 23,403 | 58.95 | 18      | +3  |
| Partido Unido de los Trabajadores  | 16,299 | 41.05 | 3       | –3  |
| Votos inválidos y en blanco        | 518    | –     | –       | –   |
| Total                              | 40,220 | 100   | 21      | 0   |
| Votantes registrados/participación | 74,895 | 53.70 | –       | –   |
| Fuente: Caribbean Elections        |        |       |         |     |